# Cuphodes wisteriella
Cuphodes wisteriella är en fjärilsart som beskrevs av Hiroshi Kuroko 1982. Cuphodes wisteriella ingår i släktet Cuphodes och familjen styltmalar. Inga underarter finns listade i Catalogue of Life.